# Солсбъри
Вижте пояснителната страница за други значения на Солсбъри.
Солсбъри (на английски: Salisbury [ˈsɔːlzb(ə)ɹɪ]) е град в Англия, графство Уилтшър и е център на Дисктрикт Солсбъри с историческото име Сарум. Градът има население от 45 000 души (2006). Солсбъри е разположен на устието на реките Авон и Вилей.

## История
Първите свидетелства на живот в околността на Солсбъри са от желязната епоха. Каменните кръгове от Стоунхендж и Ейвбъри свидетелстват за ранна мегалитна култура в околностите на Солсбъри. През 4 век пр. Хр. на върха на едно близко възвишение е създадено келтското селището „Сарум“ наречено по-късно „Стар Сарум“ (Old Sarum). Селището се е намирало в непосредствена близост до храмовете на друидите – двата каменните кръга на Стоунхендж и Ейвбъри.
По време на римляните Сарум е преименуван на Sorbiodunum. Градът е разполагал със значителни привилегии и със значителна военна част. През 552 г. кралят на Уесекс, Кинрик, превзема града. По време на англосаксоните градът се разраства и става един от центровете на англосаксонското кралство.
След нормандското нашествие през 11 век „Стар Сарум“ е включен в графството на граф Солсбъри (Salisberie) откъдето идва и днешното му наименование. Граф Солсбъри построява и разширява на мястото на каменната, дървена крепост. Под норманско владичество градът става център на архиепископия. 1067 е започнат строежа на старата катедрала в „Стар Сарум“ както и дворец за архиепоскопа. През 1092 е завършен строежът и на двете сгради, но 5 дни след осветяването на катедралата избухва пожар, който я унищожава. През 1100 за допълнителна защита на крепостта е изграден донжон. 1190 е завършен строежът на втората катедрала. За защитата на крепостта Стар Сарум са били изградени и 4 вала. Стар Сарум е разполагал и с постоянен гарнизон, които е трябвало да защитава града при нападение.
Стар Сарум се развивал, но природната му даденост – той се намирал на естествено защитен, но малък хълм, не му позволявало неговото разширение. За водата от кладенеца, който се намирал на хълма е трябвало да се плаща данък, което допълнително усложнявало положението на средновековните му жители. Архиепоскопията и управителите на крепостта често водели спорове, един от които довел 1219 до вземането на решение за преместването на катедралата.
През 1220 е започнат строежът на катедралата. Тя е преместена от върха на възвишението, където е разположена крепостта, в нейното подножие на брега на река Ейвън в Нов Сарум (New Sarum), където се намира и до днес. Жители на Стар Сарум го напускат масово заедно с архиепископа, като преместват своите постройки и къщи от Стар Сарум в Нов Сарум. Седем години по-късно, през 1227 Нов Сарум получава правото да бъде град и е преименуван на Солсбъри. Колкото повече се разраствал Солсбъри, толкова по-бързо западал Стар Сарум. Не след дълго „Стария Сарум“ е изоставен напълно. 1258, след 38 години строеж е осветена новата катедрала.
През Средновековието Солсбъри е един от основните центрове на текстилната промишленост в Англия. По това време в Солсбъри е основан колеж, който не след дълго се превръща в един от водещите в цяла Европа. През 17 век, по време на Английската революция, градът и околността стават на няколко пъти център на бойни действия, от които търпят големи загуби. Това е и причината за упадъка на Солсбъри, а когато и индустриалната революция подминава града, той запада още повече и не успява да се съвземе. И до днес градът и регионът се характеризират със своето селско стопанство и не разполагат с голяма промишленост. През втората половина на 20 век туризъмът става основен поминък.

## Забележителности
Основната забележителност на града е огромната готическа катедрала. Строежът на катедралата е започнал през 1220 година и е завършен през 1258 година. В катедралата се пази и един от четирите запазени ексземпляри на „Велика харта на свободите“. Централната кула на катедралата е 123 метра висока, която я прави катедралата с най-висока кула в Англия. Кулата е пристоена през 1315 година към централния кораб на катедралата. По време на надстрояването на високата кула не са били взети предвид промяната на статиката на носещите греди поради тя което е заплашена от срутване. Носещите греди се укрепват допълнито през следващите векове, за последно през 2000 година.
Върху едно от възвишенията над града са разположени останките на норманската крепост „Стария Сарум“ (Old Sarum). Близо до града са разположени каменните кръгове на Стоунхендж и Ейвбъри. Те са представители на т.нар. Мегалитна Култура на Британския остров.

## Известни личности
Родени в Солсбъри
- Робърт Сесил (1864 – 1958), политик

Починали в Солсбъри
- Антъни Идън (1897 – 1997), политик
- Фил Лайнът (1949 – 1986), музикант
- Едуард Хийт (1916 – 2005), политик